# رونالد هوتون
رونالد هوتون (بالإنجليزية: Ronald Hutton) هو مؤرخ بريطاني، ولد في 19 ديسمبر 1953 في أوتي (الهند) في الهند.

## وصلات خارجية
- رونالد هوتون على موقع IMDb (الإنجليزية)
- رونالد هوتون على موقع ميوزك برينز (الإنجليزية)